# Løgmanssteypið 2012
La Løgmanssteypið 2012 è stata la 58ª edizione della coppa nazionale delle Fær Øer disputata tra il 24 marzo e il 25 agosto 2012 e conclusa con la vittoria del Víkingur Gøta, al suo secondo titolo battendo in finale i detentori dell'EB/Streymur e ottenendo il diritto a giocare il primo turno di qualificazione della UEFA Europa League 2013-2014.

## Turno preliminare
Hanno partecipato a questo turno tre squadre della 2. deild e una della 3. deild. Le partite si sono giocate il 24 marzo 2012.
| Squadra 1                   | Risultato | Squadra 2   |
| --------------------------- | --------- | ----------- |
| FF Giza Tórshavn/ FC Hoyvík | 3 – 2     | MB Miðvágur |
| Undrið FF                   | 1 – 0     | Royn Hvalba |

## Primo turno
Hanno partecipato a questo turno le 10 squadre della Formuladeildin e quattro squadre della 1. deild, oltre alle vincenti del turno preliminare. Le partite si sono giocate il 9 aprile 2012.
| Squadra 1       | Risultato         | Squadra 2                   |
| --------------- | ----------------- | --------------------------- |
| Undrið FF       | 1 – 1 (3 – 5 dtr) | B71 Sandur                  |
| KÍ Klaksvík     | 4 – 2             | NSÍ Runavík                 |
| Suðuroy         | 5 – 0             | Skála ÍF                    |
| AB Argir        | 5 – 2             | FF Giza Tórshavn/ FC Hoyvík |
| TB Tvøroyri     | 1 – 3             | HB Tórshavn                 |
| B68 Toftir      | 2 – 1             | 07 Vestur                   |
| Víkingur Gøta   | 1 – 0             | B36 Tórshavn                |
| ÍF Fuglafjørður | 2 – 4             | EB/Streymur                 |

## Quarti di finale
Le partite si sono giocate il 25 aprile 2012.
| Squadra 1   | Risultato | Squadra 2     |
| ----------- | --------- | ------------- |
| AB Argir    | 1 – 3     | EB/Streymur   |
| KÍ Klaksvík | 3 – 5     | HB Tórshavn   |
| Suðuroy     | 5 – 1     | B71 Sandur    |
| B68 Toftir  | 1 – 2     | Víkingur Gøta |

## Semifinali
Le partite di andata si sono giocate il 9 maggio, quelle di ritorno il 23 maggio 2012.
| Squadra 1     | Totale      | Squadra 2   | Andata | Ritorno |
| ------------- | ----------- | ----------- | ------ | ------- |
| Víkingur Gøta | 2 – 2 (gfc) | Suðuroy     | 1 – 0  | 1 – 2   |
| EB/Streymur   | 6 – 6 (gfc) | HB Tórshavn | 4 – 1  | 2 – 5   |

## Finale
| Arbitro: | Dagfinn Forná |

|                                                                  |                      |                                                                              |
| Frederiksberg 31’ Hanssen 70’ Niclasen 95’                       | Marcatori            | 55’ H. J. Djurhuus 77’ Gregersen 111’ H. Hansen                              |
| Hanssen Danielsen Samuelsen Anghel M. Djurhuus Tórgarð A. Hansen | Tiri di rigore 4 – 5 | K. L. í Bartalsstovu Gregersen H. Jacobsen Bassene Blé B. Hansen E. Jacobsen |